# Петров, Иван Петрович (государственный деятель)
Ива́н Петро́вич Петро́в (1907, Волжецы, Псковская губерния — ?) — советский государственный и политический деятель, председатель Ленинградского облисполкома (1950—1952).

## Биография
С 1924 года жил в Ленинграде, работал подсобником на фабрике «Канат», в закройном цехе фабрики «Красное знамя». в 1927 году вступил в комсомол.
С 1927 года учился в вечернем рабочем университете; в 1936 году окончил Ленинградский институт инженеров гражданского воздушного флота. С 1936 года работал инженером-конструктором на оборонном заводе, затем там же — секретарём парткома. В годы войны занимался восстановлением боевых самолётов.
С 1948 года работал в аппарате Ленинградского горкома ВКП(б), с 1949 — первым секретарём Петроградского райкома партии.
С 3 июня 1950 по сентябрь 1952 года — председатель Исполнительного комитета Ленинградского областного Совета. Способствовал развитию жилищного строительства, газификации, укрупнению колхозов. Был избран депутатом (от Ленинграда) Совета Союза Верховного Совета СССР III созыва (1950—1954).